# Hugo von Hofmannsthal
Hugo Laurenz August Hofmann, Edler von Hofmannsthal eller Hugo von Hofmannsthal (født 1. februar 1874 i Wien, død 15. juli 1929 i Rodaun) var en østrigsk digter og medgrundlægger af festspillene i Salzburg.
Hofmannsthal studerede fra 1892 jura, fra 1895 romanistik ved Universität Wien. Allerede som 16-årig offentliggjorde han under pseudonymet Loris sine første digte og sit "dramatiske studie" Gestern (1901). I de følgende år kom lyriske dramaer som Der Tod des Tizian (1892) og Der Thor und der Tod (1893).
Under indflydelse fra Nietzsche og Sigmund Freuds psykoanalyse vendte han sig mod den antikke og kristelig-abendländische tradition; han skrev værker som operaen Elektra, Jedermann (1911), Der Schwierige (1921), Der Unbestechliche (1923). I samarbejde med den tyske komponist Richard Strauss og støttet af grev Harry Kessler kom operaen Der Rosenkavalier i 1910.

## Steder og begivenheder knyttede til Hugo von Hofmannsthal
- Café Central i Wien.
- Wienergruppen, en skribentsammenslutning i 1954–1964 var inspireret af bl.a. Hugo von Hofmannsthal
- Festspillene i Salzburg begyndte med uropførelsen af Hugo von Hofmannsthals Jedermann på Domplatz den 22. august 1920.

## Værker

### Librettoer
- Elektras diskografi, et værk af Richard Strauss, uropført på Semperoper i Dresden den 25. januar 1909.
- Elektra, opera af Richard Strauss, 1903.
- Ariadne på Naxos, opera af Richard Strauss, uropført i 1912.
- Arabella, opera af Richard Strauss, uropført den 1. juli 1933 på Sächsisches Staatstheater i Dresden.
- Rosenkavaleren, opera af Richard Strauss, uropført den på Semperoper i Dresden den 26. januar 1911.

## Efterkommere
Den 12. marts 1938 blev Østrig besat af Nazi-Tyskland, og familien Hofmannsthals ejendom og formue blev beslaglagt af nazisterne. Hofmannsthals enke, deres børn og andre jøder blev tvunget til at udvandre.
Enken Gerty von Hofmannsthal, født Gertrud Schlesinger (1880–1959), boede i Oxford fra juli 1939 til sin død i 1959. Hun blev britisk statsborger i 1947.
I 1940 fortsatte datteren Christiane von Hofmannsthal (gift Zimmer) (1902–1987) og hendes mand (Heinrich Zimmer) til USA, hvor han døde allerede i 1943. Mange år senere døde Christiane Zimmer i New York.
Den ældste søn Franz (1903–1929) døde to dage før faderen.
Den yngste søn Raimund (1906–1974) havde giftet sig med den amerikanske Ava Alice Muriel Astor i 1933. Allerede i 1939 giftede Raimund sig igen. Denne gang med den britiske lady Elizabeth Paget, og han levede i England i resten af sit liv.
I 2006 blev Rodolphe von Hofmannsthal (født 1979) gift med lady Frances Armstrong-Jones (født 1979). Hun er datter af Antony Armstrong-Jones, 1. jarl af Snowdon (1930–2017), der var svoger til dronning Elizabeth 2. af Storbritannien. Rodolphe von Hofmannsthal er sønnesøn af Raimund von Hofmannsthal og oldesøn af Hugo von Hofmannsthal.